# Пароді-Лігуре
Пароді-Лігуре, Пароді-Ліґуре (італ. Parodi Ligure, п'єм. Paròd) — муніципалітет в Італії, у регіоні П'ємонт,  провінція Алессандрія.
Пароді-Лігуре розташоване на відстані близько 440 км на північний захід від Рима, 95 км на південний схід від Турина, 30 км на південь від Алессандрії.
Населення — 710 осіб (2014).
Щорічний фестиваль відбувається 16 серпня. 

## Демографія
Населення за роками:

Станом на 1 січня 2023 року в муніципалітеті офіційно проживали 44 іноземці з 12 країн, серед них 25 громадян країн Євросоюзу та 3 громадяни України.

## Сусідні муніципалітети
- Бозіо
- Гаві
- Монтальдео
- Морнезе
- Сан-Кристофоро